# Neonauclea forsteri
Neonauclea forsteri là một loài thực vật có hoa trong họ Thiến thảo. Loài này được (Seem. ex Havil.) Merr. mô tả khoa học đầu tiên năm 1915.